# Ordo Rosarius Equilibrio
Gli Ordo Rosarius Equilibrio sono un gruppo musicale neofolk e martial industrial svedese, originario di Stoccolma. Il gruppo è composto dal suo fondatore e cantante Tomas Pettersson e da Rose-Marie Larsen, che ha sostituito Chelsea Krook ai cori e seconda voce. Durante le esibizioni dal vivo ai due si aggiungono altri musicisti.

## Storia
Nel 1993, dopo lo scioglimento del precedente gruppo di Pettersson, gli Archon Satani, il musicista decise di dare il via a un nuovo progetto, che prese inizialmente il nome di Ordo Equilibrio, e del quale entrò a far parte l'allora compagna di Pettersson Chelsea Krook. Insieme la coppia incise tre album e un 7".
Nel 2001 il gruppo cambiò formazione; Chelsea Krook se andò e fu sostituita da Rose-Marie Larsen. Questo provocò anche un cambio nel nome al quale fu aggiunta la parola Rosarius prima della pubblicazione dell'album Make Love, and War; The Wedlock of Roses per la Cold Meat Industry. Da allora il duo ha pubblicato altri 5 album, un 10" e uno split album con gli Spiritual Front.

## Stile
Lo stile musicale del gruppo è stato definito come "Apocalyptic folk",, un sottogenere del neofolk.
Nei loro testi piuttosto tenebrosi e oscuri gli Ordo Rosarius Equilibrio si propongono di riunire estremi apparentemente incompatibili, come "creazione e distruzione, buio e luce, gioia e dolore, sesso e guerra", spesso servendosi di simboli cristiani e particolarmente cattolici. Sono tuttavia presenti nei loro lavori altri riferimenti, come in Cocktails, Carnage, Crucifixion And Pornography (CCCP) che si apre con l'inno dell'Unione Sovietica. Fonte di ispirazione sono creatori di distopie come Aleister Crowley e William Blake. Altre loro influenze gruppi musicali come Depeche Mode, Laibach, SPK, Death In June, Current 93 e Coil, scrittori come Daniil Kharms e Ayn Rand e registi come Tinto Brass e Andrew Blake.
Occultismo e gnosticismo sono molto presenti tra le tematiche affrontate dal gruppo. Spesso sono presenti riferimenti al BDSM e nei primi anni durante i concerti sul palco venivano eseguite performance sadomasochiste.

## Discografia

### come Ordo Equilibrio
Album in studio
- 1995-  Reaping the Fallen, the First Harvest
- 1997 - The Triumph of Light.... and Thy Thirteen Shadows of Love
- 1998 - Conquest, Love & Self Perseverance

EP
- 1997 - l4l

### come Ordo Rosarius Equilibrio
Album in studio
- 2000 - Make Love, and War; The Wedlock of Roses
- 2001 - Make Love, and War; The Wedlock of Equilibrium
- 2001 - Make Love, And War; The Wedlock of Roses, And Equilibrium
- 2003 - C.C.C.P (Cocktails, Carnage, Crucifixion and Pornography)
- 2006 - Apocalips
- 2009 - O N A N I (Practice Makes Perfect)
- 2010 - Songs 4 Hate & Devotion (For All of You, Who Mean Nothing to Me)

Split
- 2005 - Satyriasis - Somewhere Between Equilibrium and Nihilism (con Spiritual Front)

EP
- 2007 - FOUR
- 2013 - 4Play

Singoli
- 2010 - Do Angels Never Cry, And Heaven Never Fall?